# Calma glaucoides
Espèce
Calma glaucoides est une espèce de nudibranches de la famille des Calmidae.